# 21394 Justinbecker
A 21394 Justinbecker (ideiglenes jelöléssel 1998 FY35) a Naprendszer kisbolygóövében található aszteroida. A LINEAR projekt keretében fedezték fel 1998. március 20-án.